# هاینتس فولتیه
هاینتس فولتیه (آلمانی: Heinz Wöltje; ۴ ژانویهٔ ۱۹۰۲ – ۲۶ سپتامبر ۱۹۶۸) بازیکن هاکی روی چمن اهل آلمان بود.